# Chiesa ortodossa estone (Patriarcato di Mosca)
La Chiesa ortodossa estone del Patriarcato di Mosca (in estone: Moskva Patriarhaadi Eesti Õigeusu Kirik, in russo Эстонская православная церковь Московского патриархата) è una Chiesa ortodossa semi-autonoma del Patriarcato di Mosca, il cui primate è nominato dal Santo Sinodo di quest'ultima. La chiesa conta attualmente circa 150.000 fedeli in 31 congregazioni ed è la più grande Chiesa ortodossa in Estonia.
L'attuale primate della Chiesa è Cornelius (Vjatšeslav Vassiljevitš Jakobs), metropolita di Tallinn e di tutta l'Estonia. 

## Storia
Missionari ortodossi provenienti da Velikij Novgorod e Pskov sono stati tra i primi attivi tra gli estoni nelle regioni a sud-est della zona, vicini a Pskov, a partire dal X secolo fino al XII. In seguito alle Crociate del Nord agli inizi del XIII secolo, l'Estonia finì sotto l'influenza del cristianesimo occidentale e sopravvissero piccole comunità ortodosse in diverse città estoni, grazie soprattutto alla presenza di mercanti russi.
Fino al XVIII sono reperibili poche informazioni circa la storia della Chiesa nella zona, quando molti vecchi credenti fuggirono in Estonia dalla Russia per evitare le riforme liturgiche introdotte dal patriarca Nikon di Mosca.
Nei secoli XVIII e XIX l'Estonia fu parte dell'Impero Russo, essendo stata conquistata dall'imperatore Pietro il Grande, e un numero significativo di contadini estoni aderì alla fede ortodossa nella speranza vana di ottenere terra. In questo periodo vennero edificate diverse chiese ortodosse. Nel 1850 venne eretta l'eparchia di Riga, in Lettonia, della Chiesa ortodossa russa e in essa confluì la comunità ortodossa estone. Nel tardo XIX secolo la russificazione sostenuta dalla gerarchia russa, ma non dal clero estone locale, determinò una prima spaccatura. Contemporanea fu la costruzione della Cattedrale di Aleksandr Nevskij a Tallinn.
Con la proclamazione della Repubblica estone nel 1918, il Patriarca della Chiesa ortodossa russa, Tichon di Mosca, nel 1920 riconobbe la Chiesa ortodossa di Estonia (OCE) come indipendente e mons. Aleksander Paulus fu eletto e ordinato come capo della Chiesa estone.
Nel settembre del 1922 il Consiglio della chiesa ortodossa apostolica estone (OCE) prese la decisione di affiliarsi al Patriarcato di Costantinopoli, richiedendo il riconoscimento dell'autocefalia (1923).
Su suggerimento del Patriarcato di Costantinopoli, l'Estonia fu divisa in tre eparchie: Tallinn, Narva e Pečory.
Nel 1940 l'Estonia fu occupata dall'Unione Sovietica, il cui governo intraprese un programma generale volto alla dissoluzione di ogni indipendenza ecclesiastica nel suo territorio. Nel 1945 un rappresentante del Patriarcato di Mosca respinse i membri del sinodo dell'OCE rimasti in Estonia ed istituì una nuova organizzazione, il Consiglio Diocesano. I credenti ortodossi nell'Estonia occupata confluirono quindi in un'eparchia all'interno della Chiesa ortodossa russa.
Poco dopo la Germania nazista attaccò l'Unione Sovietica e il metropolita Alexander dichiarò la sua rottura con Mosca e la riunione con il Patriarcato di Costantinopoli, fuggendo dopo poco in esilio, mentre mons. Paul di Narva scelse di rimanere fedele al Patriarcato di Mosca, sancendo una spaccatura nella comunità ortodossa estone.
Dopo il crollo dell'Unione Sovietica le divisioni all'interno della comunità ortodossa d'Estonia sono proseguite tra lunghi negoziati tra i due patriarcati per anni, senza il raggiungimento di alcun accordo.
Nel 1993 il sinodo della Chiesa ortodossa d'Estonia in esilio, fedele al Patriarcato di Costantinopoli, è stato riconosciuto come Chiesa ortodossa autonoma di Estonia e il 20 febbraio 1996 il patriarca ecumenico Bartolomeo I ha ripristinato la sua subordinazione canonica al Patriarcato Ecumenico, causando la protesta del patriarca di Mosca Alessio II, che considerava la sua nativa Estonia come parte del territorio canonico del Patriarca di Mosca.
È stato raggiunto un accordo di coesistenza (Zurigo, 1996), dando la possibilità alle congregazioni locali di scegliere quale giurisdizione seguire. La comunità ortodossa di Estonia, che rappresenta circa il 14% della popolazione totale, rimane quindi ad oggi ancora divisa, con la maggioranza dei fedeli, circa 150.000 (per lo più russi), sotto Mosca, e circa 20.000 fedeli (per lo più estoni) fanno parte della Chiesa autonoma.
Il 6 novembre 2000 mons. Cornelius è divenuto metropolita di Tallinn e di tutta l'Estonia.
Il 20 agosto 2024 il Santo Sinodo della Chiesa ortodossa estone del patriarcato di Mosca, riunito in assemblea plenaria, ha adottato un nuovo statuto, dal quale è stato eliminato ogni riferimento al patriarcato di Mosca, a seguito di accordi con il governo estone, annunciando future trattative con la Chiesa ortodossa apostolica estone per una riunificazione tra le due chiese. Contestualmente l'assemblea ha approvato il cambio del nome ufficiale della Chiesa, che passa da Moskva Patriarhaadi Eesti Õigeusu Kirik a Eesti Õigeusu Kirikuks.

## Organizzazione
| Eparchia            | Sede    | Anno erezione | Sito ufficiale |
| ------------------- | ------- | ------------- | -------------- |
| eparchia di Narva   | Narva   | 2011          |                |
| eparchia di Tallinn | Tallinn | 1920          |                |